# 2005 헨케
2005 헨케(2005 Hencke, 임시 명칭: 1973 RA)는 소행성대의 중간 지역에 있는 돌이 많은 유모니아 소행성으로 직경이 약 10km이다. 이 소행성은 1973년 9월 2일 스위스 베른 근처 짐머발트 천문대에서 스위스 천문학자 폴 와일드에 의해 발견되었다. 이 소행성은 독일 아마추어 천문학자 카를 루트비히 헨케의 이름을 따서 명명되었다.

## 궤도 및 분류
소행성은 S형 소행성의 대규모 그룹이자 중간 주대에서 가장 눈에 띄는 가족인 유모니아족의 구성원이다. 이 별은 4년 3개월(1,550일)에 한 번씩 2.2~3.1 AU 거리로 중앙 주대에서 태양을 공전한다. 궤도의 이심률은 0.17이고 황도에 대한 경사각은 12°이다. 사전 발견이 이루어지지 않았기 때문에 소행성의 관측 아크는 1973년 발견과 함께 시작된다.